# Calcio ai Giochi della solidarietà islamica
Il calcio ai Giochi della solidarietà islamica è stato ammesso al programma sportivo dei Giochi dalla prima edizione, prevedendo che venga disputato un torneo di calcio maschile.

## Edizioni
| 2005 Dettagli | La Mecca  | Arabia Saudita | 1 – 0 | Marocco   | Iran    | 0 – 0 (5 – 3) ai rigori | Siria          |
| 2013 Dettagli | Palembang | Marocco        | 2 – 1 | Indonesia | Turchia | 2 – 1                   | Arabia Saudita |
| 2017 Dettagli | Baku      | Azerbaigian    | 2 – 1 | Oman      | Algeria | 2 – 0                   | Camerun        |

## Medagliere
| Pos.   | Nazione        | Oro | Argento | Bronzo | Totale |
| ------ | -------------- | --- | ------- | ------ | ------ |
| 1      | Marocco        | 1   | 1       | 0      | 2      |
| 2      | Arabia Saudita | 1   | 0       | 0      | 1      |
| 2      | Azerbaigian    | 1   | 0       | 0      | 1      |
| 4      | Indonesia      | 0   | 1       | 0      | 1      |
| 4      | Oman           | 0   | 1       | 0      | 1      |
| 6      | Algeria        | 0   | 0       | 1      | 1      |
| 6      | Iran           | 0   | 0       | 1      | 1      |
| 6      | Turchia        | 0   | 0       | 1      | 1      |
| Totale | Totale         | 3   | 3       | 3      | 9      |